# Scatophagidae
La famiglia Scatophagidae comprende 4 specie di pesci caratterizzati dalla capacità di riprodursi in acqua dolce e poi con la crescita cercando l'acqua salata fino a vivere, in età adulta, in acque costiere e coralline.

## Etimologia
Il nome scientifico deriva da due parole greche skatos - escrementi e Greek, phagein - mangiare, derivato dall'abitudine di questi pesci di nutrirsi anche di feci, per aggiungere alla dieta onnivora sali minerali.

## Descrizione
Il corpo di questi pesci è alto, compresso ai lati, con fronte alta e coda a delta. I primi raggi della pinna dorsale sono isolati e sviluppati. Le dimensioni variano da 9 cm (Selenotoca papuensis) a 30-38 cm nelle altre specie.

## Acquariofilia
In acquariofilia le due specie di Scatophagus hanno riscosso notevole successo, nonostante alcune difficoltà di allevamento.

## Evoluzione
Gli scatofagidi sono membri del variegato ordine dei perciformi; si differenziarono almeno a partire dall'Eocene medio, circa 50 milioni di anni fa, con forme già simili a quelle attuali (Eoscatophagus).

## Specie
La famiglia conta due generi e quattro specie soltanto:
- Scatophagus argus
- Scatophagus tetracanthus
- Selenotoca multifasciata
- Selenotoca papuensis